# Gustavia pubescens
Gustavia pubescens là một loài thực vật linhin thuộc họ Lecythidaceae.
Loài này có ở Colombia và Ecuador.